# Pfarrkirche Burgau

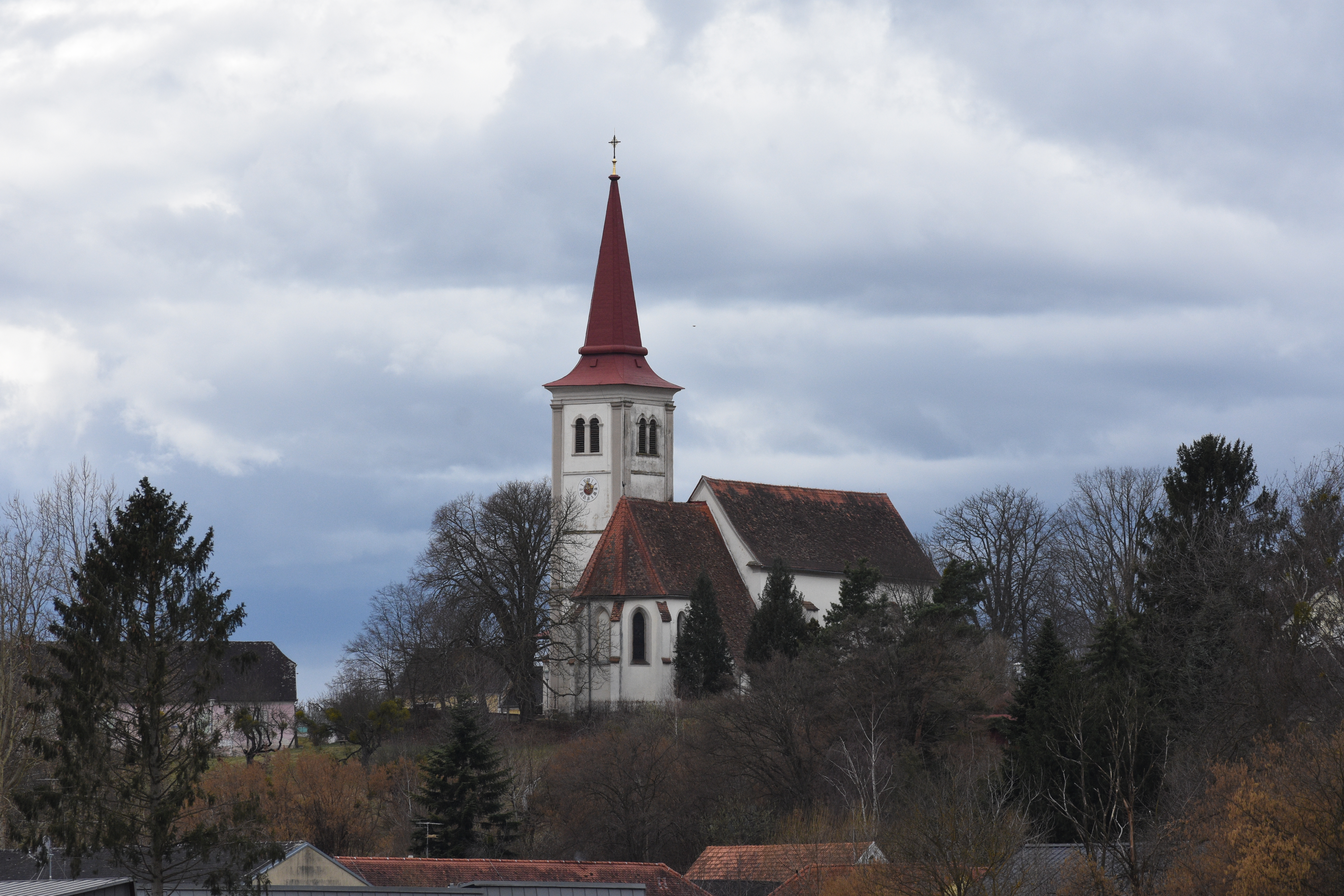
Katholische Pfarrkirche Mariä Gnadenbrunn in Burgau

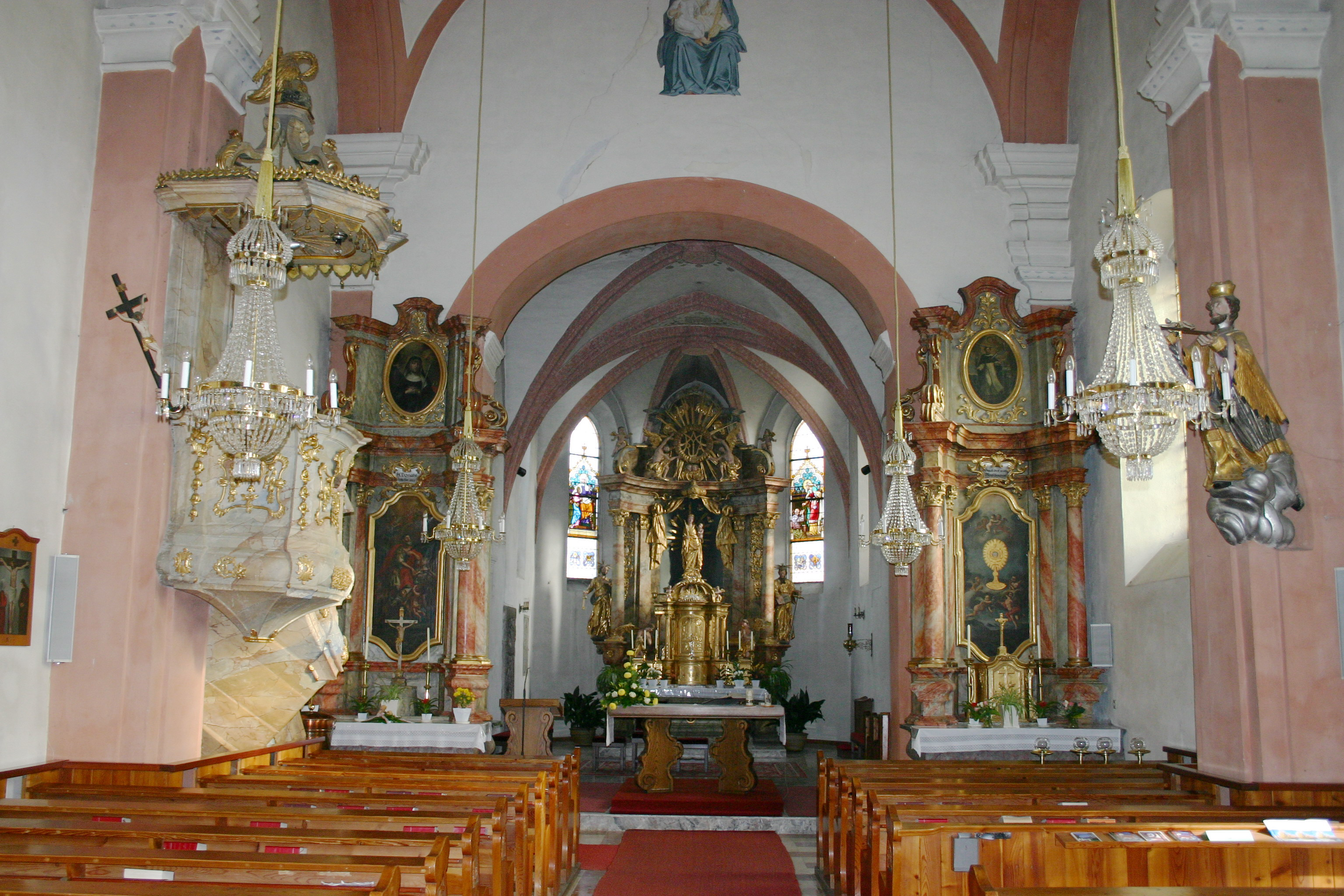
Langhaus, Blick zum Chor

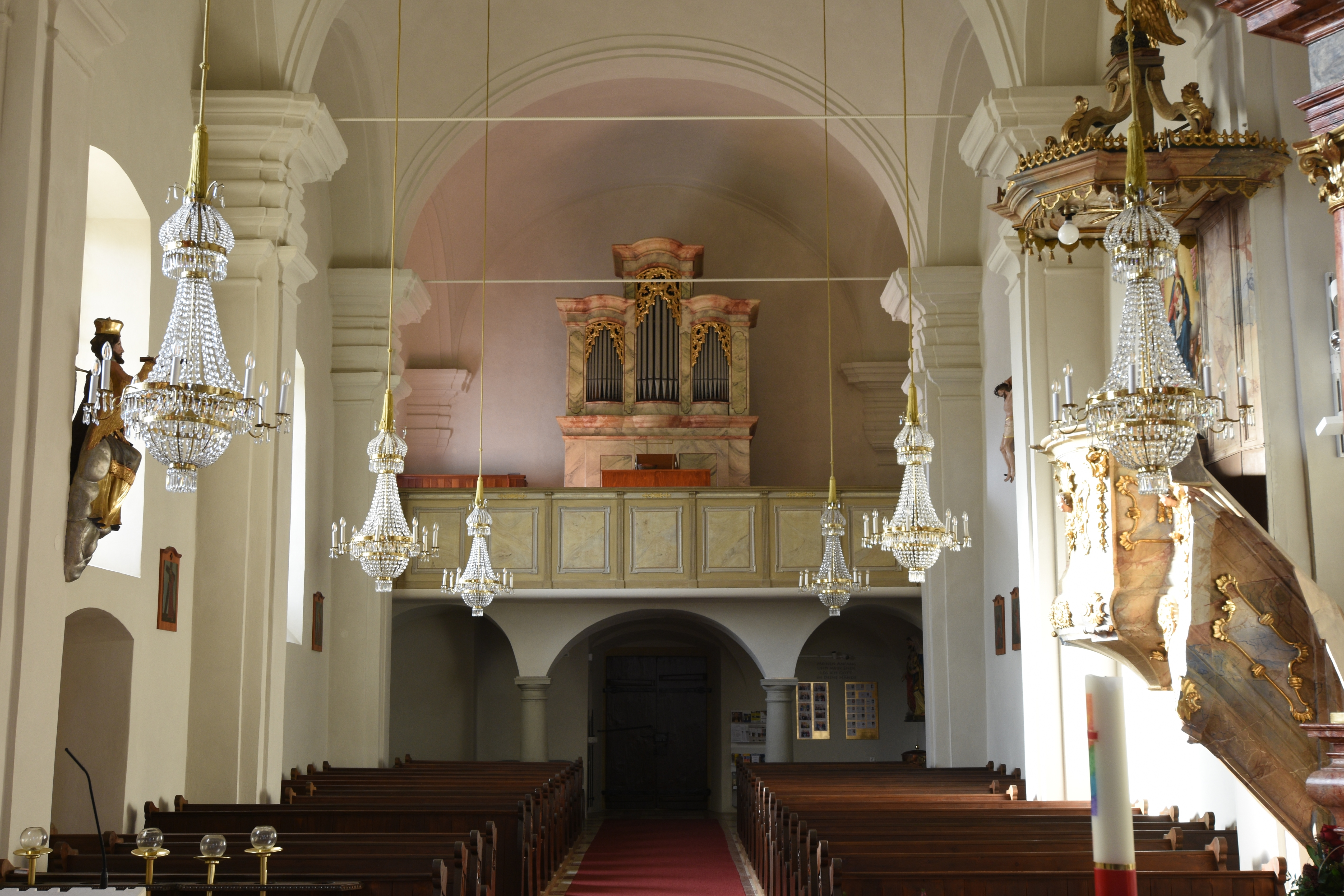
Langhaus, Blick zur Orgelempore

Die römisch-katholische Pfarrkirche Burgau steht auf einer Bodenschwelle in freier Lage im Westen des Dorfes in der Gemeinde Burgau im Bezirk Hartberg-Fürstenfeld in der Steiermark. Die dem Patrozinium Mariä Geburt unterstellte Pfarrkirche gehört zur Region Oststeiermark (Dekanat Waltersdorf) in der Diözese Graz-Seckau. Die Kirche steht unter Denkmalschutz (Listeneintrag).

## Geschichte
1418 wurde die Kirche durch die Ungarn zerstört. 1624 und 1775 wurde die Kirche durch Brand bzw. Sturm schwer beschädigt. 1952 war eine Restaurierung.
Der Chor entstand in der Mitte des 15. Jahrhunderts. Das zweite bis vierte Joch des Langhauses entstand 1626, das Eingangsjoch mit der dreiachsigen Orgelempore sowie die Platzlgewölbe auf neu gegliederten Wandpfeilern entstanden durch den Fürstenfelder Baumeister Leopold Einspinner 1775.

## Architektur
Die Kirche mit Langhaus und Turm hat südlich am Chor einen quadratischen Turm, das Turmportal trägt das Wappen des Georg Siegmund Graf Trauttmansdorff 1679.
Das Kircheninnere zeigt ein vierjochiges Langhaus unter Platzlgewölben auf Wandpfeilern. Der gotische Chor mit einem quadratischen Joch und einem Fünfachtelschluss zeigt ein kräftiges Birnstabkreuzrippengewölbe. Im Chor gibt es spätgotische Gewölbefresken, von den Schlusssteinen ausstrahlend mit Blumen und Veralkon. Über dem Fronbogen gibt es ein neueres Fresko hl. Maria.

## Einrichtung
Der Hochaltar aus dem ersten Drittel des 18. Jahrhunderts trägt eine kleine Schnitzfigur der Muttergottes um 1420/1430 als ehemalige Figur einer Wallfahrt. Die Seitenaltäre entstanden im ersten Drittel des 18. Jahrhunderts und wurden 1966 restauriert und der Hauptaltar 2019.
Die Orgel entstand im ersten Drittel des 18. Jahrhunderts. Eine Glocke nennt 1586.

## Grabdenkmäler
- Im Chor ein Renaissance-Epitaph mit einer ganzen Figur im ersten Drittel des 16. Jahrhunderts zu Weikart von Polheim.